# Mark Padun
Mark Padun (en ucraniano: Марк Падун; Donetsk, 6 de julio de 1996) es un ciclista ucraniano que fue profesional entre 2018 y 2024.
Debutó con el equipo Bahrain Merida Pro Cycling Team en 2017 como stagiaire. Desde 2018 formó parte del mismo conjunto ya como profesional. Se retiró en 2024 tras una última temporada en el Team Corratec-Vini Fantini.

## Palmarés
2015 (como amateur)
- 1 etapa del Giro del Friuli Venezia Giulia

2016 (como amateur)
- 1 etapa del Giro del Valle de Aosta

2017 (como amateur)
- Flèche du Sud
- Trofeo Banca Popular de Vicenza
- 1 etapa del Giro Ciclistico d'Italia
- Gran Premio Capodarco

2018
- 1 etapa del Tour de los Alpes

2019
- Campeonato de Ucrania Contrarreloj
- Adriatica Ionica Race, más 1 etapa

2021
- 2 etapas del Critérium del Dauphiné

2022
- 1 etapa del O Gran Camiño

## Resultados  en Grandes Vueltas
| Carrera | Carrera         | 2018 | 2019 | 2020 | 2021 | 2022 | 2023 | 2024 |
| ------- | --------------- | ---- | ---- | ---- | ---- | ---- | ---- | ---- |
|         | Giro de Italia  | —    | —    | 70.º | —    | —    | —    | —    |
|         | Tour de Francia | —    | —    | —    | —    | —    | —    | —    |
|         | Vuelta a España | Ab.  | 84.º | —    | 59.º | 46.º | —    | —    |

—: no participa

Ab.: abandono

## Equipos
- Bahrain Merida Pro Cycling Team (stagiaire) (2017)[3]
- Bahrain (2018-2021)
  - Bahrain Merida (2018-2019)
  - Team Bahrain McLaren (2020)
  - Team Bahrain Victorious (2021)
- EF Education-EasyPost (2022-2023)
- Team Corratec-Vini Fantini (2024)